# Herona schoenbergi
Herona schoenbergi är en fjärilsart som beskrevs av Otto Staudinger 1890. Herona schoenbergi ingår i släktet Herona och familjen praktfjärilar. Inga underarter finns listade i Catalogue of Life.